# Wieke van Oordt
Sylvia Wietske (Wieke) van Oordt (Eindhoven, 7 februari 1967) is Neerlandica en schrijfster van kinderboeken.

## Boeken
- Het geheim van de ruilkinderen 2008, Uitgeverij Leopold
- Het geheim van spookrijm 2008, Uitgeverij Leopold
- Het geheim van de nachtmerrie 2009, Uitgeverij Leopold
- Het geheim van het zwarte potlood 2010, Uitgeverij Leopold
- Rennen voor de grizzly 2010, Uitgeverij Leopold
- (Niet) verliefd 2011, Uitgeverij Leopold
- Kids Factor 2012, Uitgeverij Leopold
- Hoe krijg ik (geen) verkering 2012, Delubas
- (Niet) zoenen 2013, Uitgeverij Leopold
- Truth or dare - als je elke leugen doorziet 2013, Uitgeverij Leopold
- Een kop als een tomaat 2014, Delubas
- Kampvuurgeheimen 2014, Uitgeverij Leopold
- Het geheim van het zwarte zonlicht 2015, Uitgeverij Leopold
- Superkracht 2015, Uitgeverij Zwijsen
- Het geheim van de DJ, 2016, Uitgeverij Leopold

## Zeilsport
Ze nam deel aan de Colin Archer Memorial Race 2018.